# Lody wodne
Lody wodne  – bezmleczne lody produkowane z cukru i koncentratów owocowych z dodatkiem stabilizatorów, aromatów i barwników; pasteryzowane i zamrażane w formach. Zaliczane są do kategorii deserów mrożonych.

## Skład

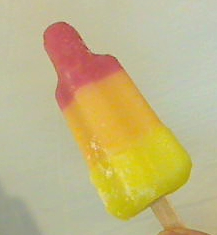
Lód wodny w kształcie rakiety i kombinacji trzech smaków: malinowego, pomarańczowego i ananasowego

Głównym składnikiem lodów wodnych jest woda. Słodki smak zapewniają lodom wodnym substancje słodzące (np. sacharoza, glukoza, fruktoza, syrop glukozowo-fruktozowy, sorbitol, mannitol lub sztuczne substancje słodzące tj. aspartam, sacharyna, acesulfam K, sukraloza) oraz dodatki smakowe. Barwniki (substancje ekstrahowane z roślin) nadają, wzmacniają i ujednolicają barwę. Stabilizatory m.in. redukują stopień topnienia lodów i opóźniają powstawanie kryształków lodu wodnego. 
W składzie lodów wodnych nie ma tłuszczów mlecznych ani roślinnych. Nie zawierają również laktozy ani dodatku białka. 
Lody wodne ekstrudowane zawierają 20 do 30% powietrza, które jest wtłaczane w procesie ich produkcji, natomiast lody wodne nieekstrudowane nie zawierają powietrza. 
Lody wodne owocowe są produkowane na bazie wodnego roztworu cukrowego, który zagotowuje się, a następnie poddaje ochładzaniu, zamrażaniu i hartowaniu.
Na rynku obecne są także lody mleczno-owocowe, które zawierają mleko, śmietankę i owoce.

## Historia

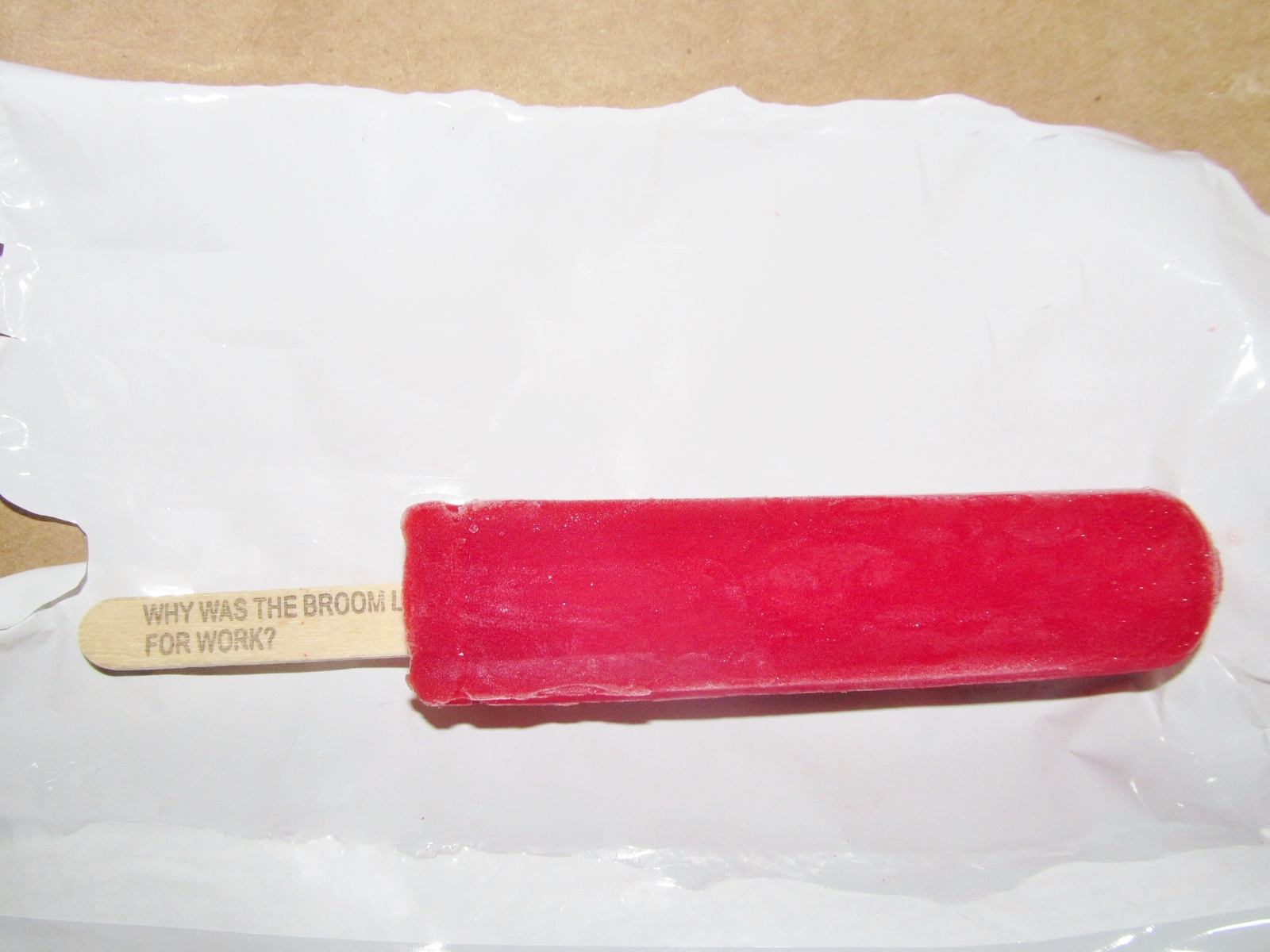
Popsicle o klasycznym kształcie i smaku wiśniowym

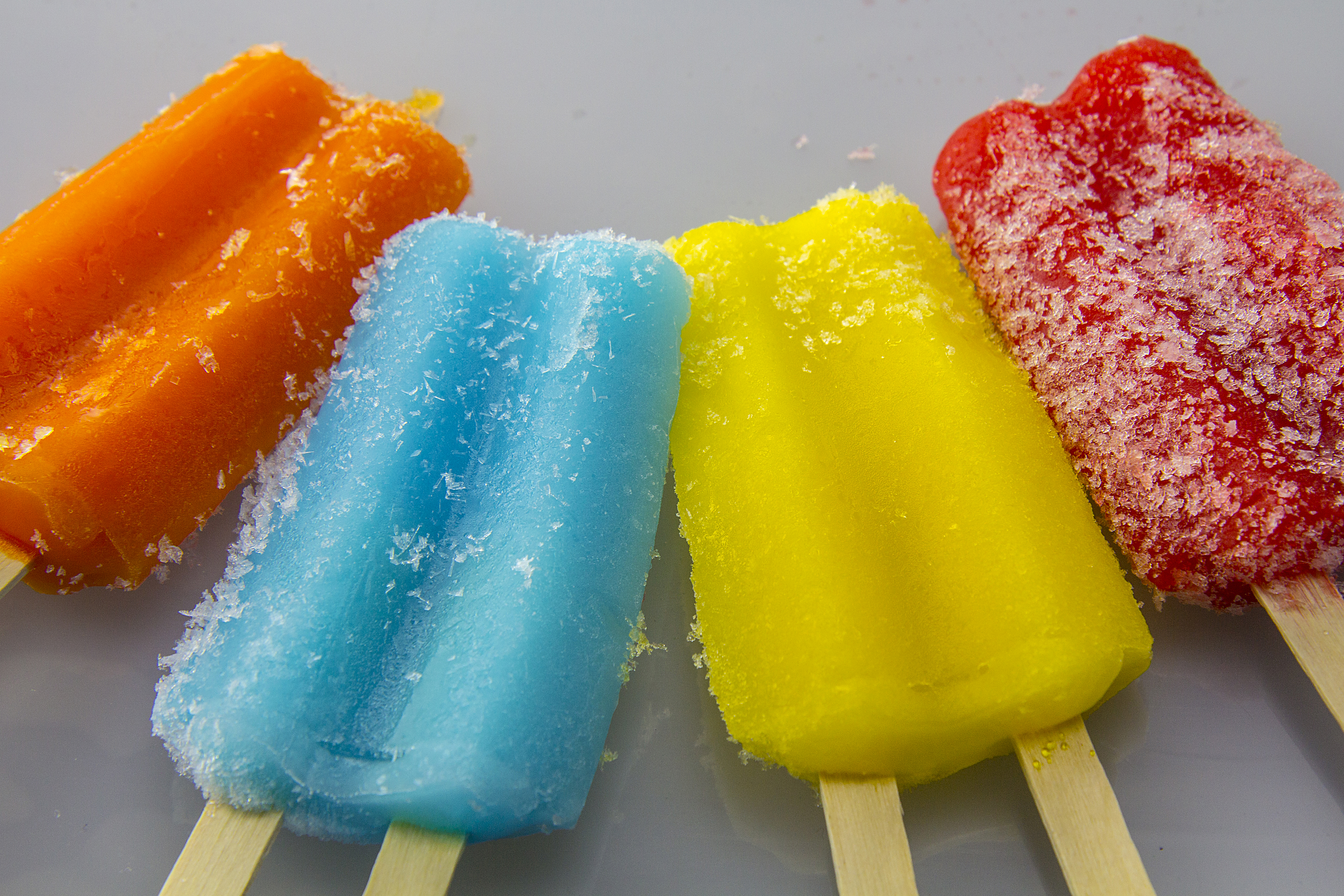
Podwójne popsicles

Lody wodne na bazie soku owocowego i na patyku wynalazł przez przypadek Francis (Frank) William Epperson (1894–1983). W 1905 roku, gdy miał 11 lat i mieszkał w San Francisco, zostawił na noc na ganku przed domem szklankę z owocowym napojem i drewnianym patyczkiem używanym do mieszania. Następnego ranka po chłodnej nocy zauważył, że napój uległ zamrożeniu. Początkowo nazwał swój „mrożony deser” ep-sicle. W 1923 roku zmienił nazwę na popsicle (l. mn. popsicles). Aby spopularyzować wśród ludzi swój wynalazek, zamrożony sok owocowy o wydłużonym kształcie probówki na patykach, sprzedawał go podczas lokalnych jarmarków i na plażach. Przez kilka tygodni po kolei wysyłał też za każdym razem inne ze swoich dzieci do sklepu z zamiarem zakupu popsicle, który jednak nie znajdował się w sklepowym asortymencie, po upływie tego czasu sam udawał się do sklepikarza oferując wzięcie zapasu dla zainteresowanych ich zakupem klientów. Frank Epperson opatentował swój wynalazek w 1924 roku. W 1925 roku sprzedał prawa przedsiębiorstwu Joe Lowe z Nowego Jorku. Jego wynalazek był reklamowany jako „zamrożony napój na patyku”.
Pierwsze popsicles były dostępne jedynie w dwóch smakach, cytrynowym i wiśniowym. Obecnie produkowane są w najróżniejszych smakach. Są robione nie tylko z soku owocowego, ale także z mleka, jogurtu czy lodów. Na rynku dostępne są też wersje z alkoholem przeznaczone dla dorosłych. 
Oprócz popsicles klasycznej wielkości produkowane są też o mniejszych i większych rozmiarach. W przeszłości patyczki były wytwarzane z drewna brzozy.

## Zalety
W upalne dni spożywanie lodów wodnych daje organizmowi przyjemne ochłodzenie od środka, działając orzeźwiająco i poprawiając samopoczucie.
Lizanie lodów wodnych jest zalecane pacjentom będącym w trakcie chemioterapii nowotworów, którzy cierpią z powodu kserostomii, mucositis (uogólnionego stanu zapalnego błony śluzowej jamy ustnej), owrzodzeń i bólu gardła jako łagodzące ból i dyskomfort, a zarazem dostarczające wody wliczającej się do dziennego zapotrzebowania. Dodatkowo mogą być pomocne w gorączce i w przypadku uderzeń gorąca. Pewne rodzaje lodów wodnych, wyprodukowane na bazie składników naturalnych, dostarczają niezbędnych składników odżywczych i energii pacjentom borykającym się z brakiem apetytu, nudnościami czy bolesnością ust utrudniającą przyjmowanie pokarmu. Doustna krioterapia, czyli chłodzenie jamy ustnej stosując w tym celu kostki lodu, lodowatą wodę, lody czy lody wodne, podczas podawania cytostatyków lub stosowania radioterapii głowy i szyi u pacjentów chorych na nowotwory, jest prostą i tanią metodą, niepowodującą żadnych poważnych efektów ubocznych, która w przeprowadzonych badaniach klinicznych wykazała obiecujące rezultaty dotyczące możliwości zmniejszenia stopnia zaawansowania stanu zapalnego jamy ustnej.